# Uroš Zorman
Uroš Zorman (Kranj, 1980. január 9. –) szlovén válogatott kézilabdázó.

## Pályafutása

### Klubcsapatokban
Uroš Zorman a Slovan Ljubljana csapatában kezdte pályafutását, majd később megfordult a Prule 67 csapatában is. 2003-ban szerződött a spanyol Ademar Leónhoz, ahol egy szezont töltött el. Ezt követően visszatért hazájába a Celjéhez. 2004-nben, 2005-ben és 2006-ban bajnoki címet szerzett a klubbal, a 2003-2004-es idényben pedig Bajnokok Ligája-győztes lett. 2006-ban újra Spanyolországba igazolt, ezúttal a Ciudad Real csapatához. A 2007-2008-as idényben öt trófeát gyűjtött be klubjával, közte egy újabb Bajnokok Ligája elsőséget. Utóbbi címet a 2008–2009-es idény végén megvédte csapatával, ezúttal a THW Kiel együttesét felülmúlva a döntő párharcban. Ezt követően visszatért hazájába, és újra a Celje játékosa lett. 2010 nyarán a lengyel Kielcéhez igazolt, ahol 2018-as visszavonulásáig játszott. Hétszer nyert bajnoki címet és kupát a klub játékosaként, 2016-ban pedig Bajnokok Ligáját nyert a lengyel csapattal is. A döntőben a MVM Veszprém csapatát győzték le hétméteresekkel. Visszavonulása után a Kielce másodedzője lett.

### A válogatottban
A szlovén nemzeti csapattal 2004-ben hazai pályán játszva szerzett Európa-bajnoki ezüstérmet. A 2012-es Európa-bajnokságon az All-Star csapatba is beválasztották és őt választották a torna legjobb irányítójának. 2016-ban szerepelt a riói olimpián, ahol hatodik helyen végzett a csapattal.

## Sikerei, díjai
- Szlovén bajnok: 2002, 2005, 2006, 2010
- Szlovén kupagyőztes: 2002, 2006, 2010
- Spanyol bajnok: 2007, 2008, 2009
- Copa del Rey-győztes: 2008
- Spanyol kupagyőztes: 2007, 2008
- Spanyol Szuperkupa-győztes : 2008
- Lengyel bajnok: 2012, 2013, 2014, 2015, 2016
- Lengyel kupagyőztes: 2012, 2013, 2014, 2015, 2016
- Bajnokok Ligája-győztes: 2004, 2008, 2009, 2016
- Klubcsapatok Európa-bajnoksága-győztes: 2004, 2008
- IHF Super Globe-győztes: 2007